# Estadio Ciudad de Pelileo
El estadio Ciudad de Pelileo es un estadio utilizado para la práctica del fútbol. Está ubicado entre las calles Juan de Velasco y Zoposopanqui de la ciudad de Pelileo, provincia de Tungurahua. Fue inaugurado en 1996. Es usado para la práctica del fútbol, tiene capacidad para 6000 espectadores.

## Historia

Vista de la cancha

Desempeña un importante papel en el fútbol local, ya que los clubes como el Chacaritas Fútbol Club, el Pelileo Sporting Club y el Club Social, Cultural y Deportivo León Carr hacen o hacían de local en este escenario deportivo, que participan en el Campeonato Provincial de Segunda Categoría de Tungurahua.
El estadio es sede de distintos eventos deportivos a nivel local, ya que también es usado para los campeonatos escolares de fútbol que se desarrollan en la ciudad en las distintas categorías, también puede ser usado para campeonatos barriales de Pelileo.
- Datos: Q16303212